# رافاييل بيانكو
رافاييل بيانكو (بالإيطالية: Raffaele Bianco)‏ (22 يناير 1993 بكالياري في إيطاليا - ) هو لاعب كرة قدم إيطالي في مركز الوسط. لعب مع نادي باري ونادي بياتشينزا ونادي بينيفينتو ونادي سبيزيا ونادي كاربي ونادي مودينا ويوفنتوس.

## وصلات خارجية
- رافاييل بيانكو على موقع قاعدة بيانات كرة القدم.إي يو (الإنجليزية)
- رافاييل بيانكو على موقع عالم كرة القدم.نت (الإنجليزية)
- رافاييل بيانكو على موقع AS.com (الإسبانية)